# První válka baronů
První válka baronů (1215–1217) byla kombinace občanské války v Anglii mezi silami vzbouřených baronů vedených Robertem Fitzwalterem a vojskem krále Jana Bezzemka s invazí francouzského vojska vedeného francouzským princem Ludvíkem, který byl vyzván anglickými barony, aby na ostrovním trůnu nahradil současného krále Jana.

## Pozadí vypuknutí války
Král Jan byl v červnu 1215 přinucen skupinou vlivných baronů, kteří měli dost neúspěšné a despotické Janovy vlády, potvrdit požadavky baronů. Král se zavázal ctít ustanovení této listiny a 15. června 1215 to stvrdil svou pečetí, za což mu 19. června 1215 baroni obnovili přísahu věrnosti jako králi. Formální dokument obsahující ustanovení dohody byl vyhotoven královými úředníky 15. července a tato listina je originálem Magny Charty.
Magna Charta z roku 1215 obsahuje ustanovení, která nemohl přijmout žádný středověký král, pokud nechtěl být pouhým formálním vládcem. Například článek 61, bezpečnostní ustanovení, dovoloval skupině 25 baronů odstranit kdykoli krále použitím síly. To bylo právní ustanovení nazývané distraint, které se ve středověku běžně používalo ale nikdy ve vztahu vůči králi. Po několika měsících neúspěšných vyjednávání vypukla otevřená občanská válka mezi vzbouřenými barony a králem.

## Průběh války

### Ludvíkova invaze
Prvotní příčinou války byla Magna Charta, ale brzy se stala válkou dynastií o anglický trůn. Baroni byli nuceni vzdorovat silnému králi a tak se obrátili s prosbou o pomoc na prince Ludvíka. Od ovládnutí Anglie Normany uplynulo teprve 150 let a vztahy mezi Anglií a Francií nebyly příliš vřelé. Na počátku, v listopadu 1215, Ludvík vypomohl baronům zasláním skupiny rytířů pro obranu Londýna. Později souhlasil i s invazí a to i přesto, že jeho otec i papež ho od tohoto úmyslu odrazovali.
V květnu 1216 se Ludvíkova flotila vylodila na anglickém pobřeží v Kentu. Jan se rozhodl stáhnout do Winchesteru a tak se Ludvík při svém tažení do Londýna nesetkal téměř se žádným odporem. Do Londýna, kde ho přivítali vzbouření baroni, vstoupil bez problémů. Zde byl prohlášen za krále (ale nebyl korunován). Mnoho dalších důležitých šlechticů, včetně Alexandra Skotského, ho přišlo do Londýna přivítat. Někteří Janovi spojenci, když viděli, že se situace změnila, se přiklonili na stranu vzbouřených baronů.

### První obléhání Doveru
Mezitím se mu francouzský král, jeho otec, posmíval, že se pokouší ovládnout Anglii bez toho, aby ovládl klíčové místo – Dover. Královské hrady v Canterbury a Rochesteru, okolní města a většina Kentu byla v Ludvíkových rukou, ale když se vypravil dobýt hrad v Doveru, ten byl připraven. Jeho velitel, Hubert de Burgh měl zkušenosti s obranou hradu Chinod z roku 1205 a měl k dispozici dobře vyzbrojenou posádku.
První obléhání Doveru bylo zahájeno 19. července a Ludvíkovo vojsko zaujalo pozice na severní straně hradu. Jeho mužům se podařilo dostat k severní bráně hradu, ale de Burghovi vojáci je odrazili. Mezitím byly Ludvíkovy síly v Kentu napadány gerilovými skupinami lučištníků Viléma z Cassinghamu. Po třech měsících neúspěšného obléhání hradu Ludvík ustoupil od obléhání a vrátil se do Londýna.

### Obléhání Windsoru a Rochesteru
Kromě Doveru, byl jediným dalším hradem, který vzdoroval Ludvíkovi Windsorský hrad, kde asi 60 věrných rytířů odolávalo dvouměsíčnímu obléhání, navzdory vážnému poškození dolních hradeb. Zdá se, že tento úspěšný odpor vycházel ze zkušeností při předchozím obléhání baronskými vojsky v roce 1189.
Roku 1206 Jan utratil velké množství prostředků na opravu hradu v Rochesteru a udržoval na něm svou posádku v době před podepsáním Magny Charty. Ale součástí dohody s barony bylo i převedení hradu do rukou Stephena Langtona, arcibiskupa z Canterbury. Vzbouření baroni poté na hrad vyslali své vojsko vedené Vilémem de Aubigny. A tak, v říjnu 1215, při svém tažení z Doveru do Londýna narazil Jan na hrad obsazený nepřátelskými silami.
Jan začal Rochester obléhat 11. října. Vzbouřenci očekávali posily z Londýna, ale Jan nechal zapálit jedinou cestu z hradu, most přes Medway. Poté královi vojáci postavili obléhací stroje a podařilo se jim zbořit část obranných hradeb. Později se jim podařilo zbořit rohovou věž a postupně, 30. listopadu, i dobýt hrad. Jan chtěl nechat původně všechny obránce popravit, ale jeden z jeho kapitánů, ho přesvědčil, aby popravil pouze jednoho pro výstrahu. Jan zemřel příští rok a tak hrad nechal opravit až jeho následník Jindřich III.

## Smrt krále Jana
Král Jan zemřel 18. října 1216 v Lincolnshire a s ním i hlavní příčina sporu. Ludvík se tak stal pro barony větším problémem, než Janův devítiletý syn Jindřich. Pierre des Roches, biskup winchesterský a s ním mnoho baronů si pospíšilo, aby Jindřicha korunovali anglickým králem. Londýn byl ovládán Ludvíkem a tak Jindřicha odvezli do gloucesterského opatství a tam ho, za přítomnosti papežova legáta, Gualy Biccheriho, 28. října 1216 korunovali.
Magna Charta byla 12. listopadu znovu vydána Jindřichovým jménem s některými novými články a s vypuštěním sporného článku 61. Tento dokument podepsal králův regent Vilém Marshal. Větší část země byla oddaná Ludvíkovi, ale jihozápad a Midlands upřednostňovala Jindřicha. Marshal požíval velké úcty a žádal barony, aby neobviňovali mladého krále za otcovy skutky. Také přislíbil, že on a další královi regenti budou vládnout ve shodě s Magnou Chartou. Navíc se mu podařilo zajistit papežovu podporu, který již předtím Ludvíka exkomunikoval.

## Ludvíkova porážka

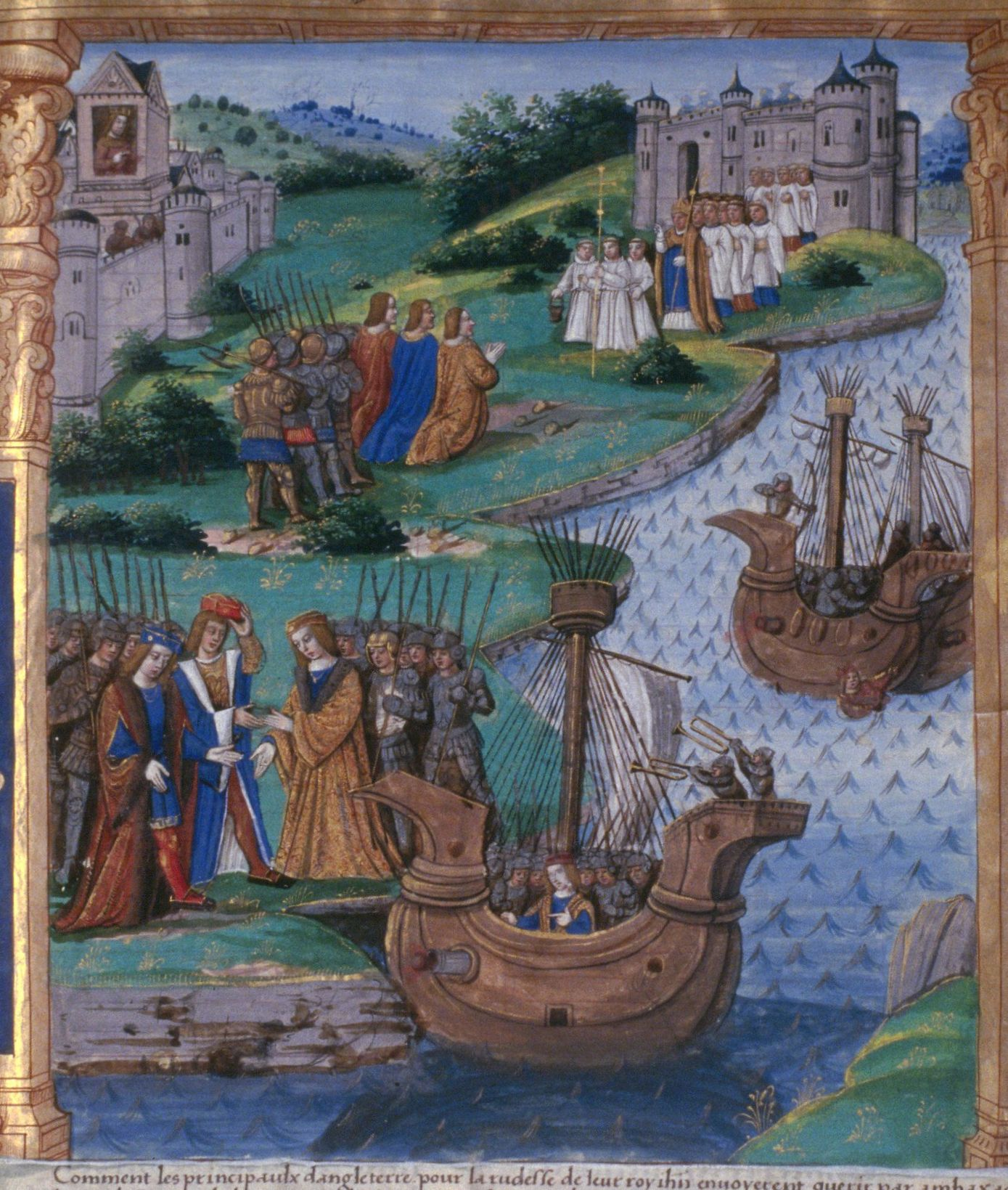
Ludvíkovo vylodění v Londýně (středověká iluminace)

Vilémovi se postupně podařilo, aby se většina baronů přiklonila na stranu Jindřicha a Ludvík aby byl vyhnán ze země. Střety obou stran trvaly skoro rok a půl. 6. prosince obsadil Ludvík hertfordský hrad, ale povolil rytířům, kteří ho bránili, aby se vzdálili se svými koňmi i zbraněmi. Na konci prosince dobyl berkhamstedský hrad a k bránicím se rytířům se zachoval podobně. Na počátku roku 1217 se Ludvík rozhodl vrátit do Francie, aby obnovil své síly, ale při své cestě na jih se střetl s odporem v Kentu a Sussexu a utrpěl ztráty.
Vzhledem k tomu, že s Doverem byl uzavřen mír, mohla jeho posádka narušovat spojení Ludvíka s Francií a tak se Ludvík vylodil v Doveru s úmyslem zahájit jeho druhé obléhání. Francouzský tábor, zřízený poblíž doverského hradu, byl ale brzy napaden a vypálen silami Viléma z Cassinghamu, právě v době kdy dorazila flotila s posilami a Ludvík tak byl nucen vylodit se v Sandwichi a dorazit k Doveru po souši. Poté, 12. května, zahájil druhé obléhání hradu. Jeho armáda byla zaměstnána obléháním a tak síly Viléma Marshala a Falka de Breaute byly schopny napadnout a způsobit těžké ztráty vojsku baronů v lincolnském hradu, kteří podporovali Ludvíka.
Vilém Marshal se připravoval obléhat Londýn. V mezičase ale Ludvík utrpěl dvě další těžké porážky, tentokrát v námořních bitvách u Doveru a Sandwiche, způsobené vojsky vedenými Hubertem de Burgh. Kolona, která měla posílit Ludvíkovu armádu byla zničena a Ludvík tak téměř nebyl schopen pokračovat v boji.

## Ukončení války
Po roce a půl byla většina vzbouřených baronů poražena a Ludvík se musel vzdát nároku na anglický trůn. 11. září 1217 byl nucen podepsat mírovou dohodu z Lambethu. Akceptoval symbolickou částku za odstoupení nároku na anglický trůn a vrátil se do Francie. Uvádí se, že naléhal na svého otce, francouzského krále, aby Jindřichovi vrátil půdu, kterou zabavil Janovi Bezzemkovi.